# استاروسولدوو
استاروسولدوو (انگلیسی: Starosoldovo) یک شهرک در شهرستان تاتیشلینسکی استان باشقیرستان کشور روسیه است.